# 그위친족
그위친족(Gwich'in)은 북아메리카의 북서쪽 북극권 안쪽 지역, 즉 알래스카 북부와 캐나다의 유콘 지역에 걸쳐 살고 있는 애서바스칸 인디언의 11개 지파 중 한 종족으로, 미국에서는 알래스카 원주민, 캐나다에서는 퍼스트 네이션(First Nations)에 해당한다. 현재 인구는 약 7,000명 정도이다. 명칭은 "거주자"라는 뜻이다. 아타바스카어족에 속하는 그위친어를 사용한다.
그위친족의 문화는 눈신, 자작나무 껍질로 만든 카누, 양뱡향 썰매, 정교하고 화려한 구슬 공예 등이 잘 알려져 있으며, 순룩(카리부) 가죽으로 만든 옷, 호저(포큐파인) 가시로 만든 바늘도 높이 평가받는다.
현재 그위친족은 알래스카의 아크틱빌리지를 비롯한 15여개의 작은 마을들에 정착하였으며, 아직도 사냥과 낚시에 의존하는 자급자족 사회를 유지하고 있다. 그러나 그위친족이 정착하기 시작한 것은 서양인들이 모피 무역을 하러 들어왔을 때부터 약 100년 간에 불과하고, 그 전까지는 유목 생활을 했다. 그위친족은 노스슬로프 동쪽에 사는 북미 순록 아종인 포큐파인 카리부와 관계를 맺고 사는데, 수십명의 소규모 단위로 카리부를 따라다니거나 찾아 헤매며 카리부 가죽으로 텐트를 세워 그 속에서 지냈다. 그위친족의 설화에서는 이들이 포큐파인 카리부와 함께 창조되었다고 할 정도이다. 정주화 이후에도 이러한 삶의 방식은 크게 바뀌지 않아, 포큐파인 카리부 때가 해마다 가을철 7월에서 10월까지 브록스 산맥을 넘는 대이동을 할 때 그위친족은 마을을 중심으로 열흘 남짓의 사냥 여행을 통해 3,000~7,000마리의 카리부를 잡아 1년 동안 저장해 사용한다. 그러나 현재 지구온난화의 영향으로 1989년 이후 포큐파인 카리부의 개체수가 줄고 있으며, 1991년에는 일부 아종이 멸종 위기종으로 분류됐다.
그위친족은 아직까지도 알래스카 원주민 부족 가운데 북극야생보호구역(Arctic National Wildlife Refuge, ANWR)의 석유 자원 개발에 반대하는 유일한 부족이다. 그위친 족은 1971년 원주민과 미국 연방 정부 간에 합의된 "원주민 토지청구권 해결법(ANCSA)"과 그에 따른 원주민 공사 설립을 거부했는데, 이는 정기적인 배당금을 포기한다는 뜻이다.